# Henri Salesse
Pour les articles homonymes, voir Salesse.
Henri Salesse, né le 22 janvier 1914 à Paris et mort le 31 janvier 2006 à Ivry-sur-Seine, est un photographe français.
Il a été photographe au ministère de la Reconstruction et de l'Urbanisme de 1945 à 1977. Il a photographié la vaste transformation du territoire français, des lendemains de la Seconde Guerre mondiale aux années 1970. Si ses photographies reflètent bien le contexte socio-économique des années 1950 à 1970, leur intérêt à la fois esthétique et documentaire dépasse les motifs qui ont conduit à leur production.

## Biographie
Henri Salesse est né en 1914 à Paris dans une famille modeste originaire du Cantal. Son père y avait été palefrenier avant de s’installer dans la capitale où il exercera divers petits métiers et finalement celui de factotum dans une usine de ferblanterie. Au sortir de l’enseignement primaire, Henri Salesse entre comme apprenti à l’imprimerie Photo-Lith, spécialisée dans la reproduction photomécanique ; il y travaillera jusqu'à la guerre. Pratiquant la photographie en autodidacte, il suit des cours à la Société française de photographie. Mobilisé en 1939 dans l’armée de l’air, il est affecté au service photographique de la base aérienne de la Malmaison. Une expérience qui lui permet en juillet 1945 d’être le premier opérateur-photographe embauché au ministère de la Reconstruction et de l'Urbanisme (MRU).
En tant que fonctionnaire de ce ministère, il a réalisé des enquêtes comme « vérificateur technique de la construction (qualification de photographe) ». Il y effectuera toute sa carrière jusqu'en juillet 1977. Salesse est l'un des cinq « opérateurs », selon la dénomination officielle, chargés de documenter les travaux de reconstruction du territoire français, de leur préparation à leur achèvement, entre 1945 et 1977. Pour lui comme pour ses quatre collègues, il s'agit de photographier les chantiers, les sites des destructions ou encore les documents annonçant les transformations à venir. Très pointu sur le plan technique, Salesse inventera une machine permettant la photographie des maquettes à partir d'un endoscope médical. L'ensemble de ces images, jamais créditées à leurs auteurs, alimenteront les fonds du ministère. Les quelque quatre cent mille clichés réalisés — noir et blanc ou couleur — seront rassemblés dans trois cent vingt albums thématiques.
Ces enquêtes, accompagnées d’aucun texte, sont en rupture avec les photographies d’architecture classiques et sont représentatives de cette production photographique centrée sur le bâti vieilli dont le MRU encourageait la destruction. Réalisées après la Seconde Guerre mondiale, les campagnes photographiques d'Henri Salesse nous livre un ensemble d’une qualité exceptionnelle sur les quartiers populaires de villes comme Rouen ou le Petit-Quevilly. Ses photographies, témoignage social et relevé patrimonial tout à la fois, constituent un document dans le droit-fil des travaux de Jacob Riis ou Walker Evans. 
Ces images témoignent d'une attention nouvelle à l'égard des milieux populaires urbains. Henri Salesse photographie ainsi l'architecture mais aussi les intérieurs, les rues, les jardins domestiques, les cafés, la lessive faite en commun. La volonté de mieux connaître correspond à une nécessité de convaincre. D'où la récurrence, dans chacune des séries, de portraits d'habitants dans des intérieurs délabrés ou d'enfants pauvre jouant dans les rues. 
Mais Henri Salesse ne cherche pas à réaliser des photographies « misérabilistes », il cherche au contraire à mettre en évidence la dignité des personnes photographiées. En ce sens, il est plus proche d’une photographie documentaire, photographie à l’œuvre de manière plus affirmée à cette époque aux États-Unis et en Allemagne, que de la photographie humaniste alors très en vogue en France. Œuvre singulière par son ampleur et sa densité, ces enquêtes photographiques constituent le point d’orgue de la production quotidienne de ce « vérificateur technique de la construction, qualification de photographe ». La mise au jour des photographies d’Henri Salesse peu après sa disparition permet de prendre conscience des séries exemplaires de cette photographie « grise » (administrative ou industrielle) qui reste une partie peu étudiée de l’histoire de la photographie. 
Reflet d’une réalité socio-économique des années 1950, 1960 ou 1970, ses clichés dépassent le strict intérêt documentaire pour affirmer une dimension esthétique. Passionné de photographie, il aura aussi une production personnelle inspirée par la nature et la montagne. Mais Henri Salesse distingua nettement son activité professionnelle (ne conservant que très rarement des doubles des tirages réalisés pour le ministère) de sa pratique personnelle tournée vers la photographie de montagne, notamment au sein de la Société de photographie du Muséum national d'histoire naturelle à Paris. 
Henri Salesse meurt en 2006, loin d’imaginer l’intérêt suscité aujourd’hui par ses photographies comme par le fonds du ministère de la Reconstruction et de l'Urbanisme. 
Le fonds photographique Henri Salesse est conservé à la photothèque du ministère de l’Écologie, de l’Énergie, du Développement durable et de la Mer à Paris. Longtemps ignoré, Henri Salesse n’est sorti qu’à la fin des années 2000 de l’anonymat d’un photographe salarié d’une administration publique. 

## Œuvre
- de 1951 à 1953, il réalise quatre enquêtes photographiques sur l’habitat dit « défectueux ». Ses photographies sont redécouvertes en 2008 par le Pôle Image Haute-Normandie[10] : enquêtes photographiques sur l'habitat insalubres menées à Rouen (septembre 1951), Petit-Quevilly (novembre 1952), Le Chambon-Feugerolles (mars 1953) et Montreuil (juin 1953), pour le bureau d’études responsable de l’habitat insalubre ;
- Les vues de Cherbourg et des communes limitrophes en 1959.

## Expositions
- 20 septembre 2008 au 20 décembre 2008 : Enquêtes sur l’habitat défectueux, Galerie photo du Pôle Image Haute-Normandie, Rouen.
- 26 novembre 2011 au 20 mai 2012 : "Photographies à l’œuvre" La reconstruction des villes françaises (1945-1958), Musée du Jeu de Paume, château de Tour.
- 28 janvier au 24 avril 2015 : Nouveau monde, Henri Salesse, Gentilly, Maison de la photographie Robert-Doisneau.